# Ivan Britovšek
Ivan Britovšek, slovenski veteran vojne za Slovenijo, * 1957.

## Odlikovanja in nagrade
Leta 1992 je prejel častni znak svobode Republike Slovenije z naslednjo utemeljitvijo: »za izjemne zasluge pri obrambi svobode in uveljavljanju suverenosti Republike Slovenije«.